# (36795) 2000 SM37
2000 SM37 (asteroide 36795) é um asteroide da cintura principal. Possui uma excentricidade de 0.08223340 e uma inclinação de 2.73811º.
Este asteroide foi descoberto no dia 24 de setembro de 2000 por LINEAR em Socorro.